# Apsilops bicolor
Apsilops bicolor là một loài tò vò trong họ Ichneumonidae.